# Outiz
Outiz ist ein Ort und eine ehemalige Gemeinde (Freguesia) im Norden Portugals.
Outiz gehört zum Kreis Vila Nova de Famalicão im Distrikt Braga. Die Gemeinde hatte eine Fläche von 3,3 km² und 913 Einwohner (Stand 30. Juni 2011).
Am 29. September 2013 wurden die Gemeinden Outiz, Gondifelos und Cavalões zur neuen Gemeinde União das Freguesias de Gondifelos, Cavalões e Outiz zusammengeschlossen.